# Wilhelm Stekel

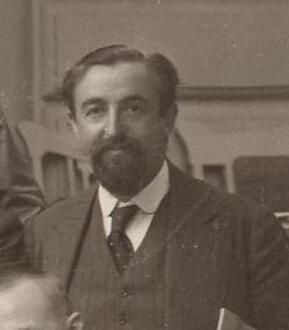
Wilhelm Stekel (1911)

Wilhelm Stekel (geboren am 18. März 1868 in Bojan, Bukowina, Österreich-Ungarn; gestorben am 25. Juni 1940 in London) war ein österreichischer Arzt und Psychoanalytiker. Er spielte eine bedeutende Rolle in der frühen Geschichte der Psychoanalyse.

## Lebenslauf

### Kindheit und Schulzeit
Stekel wurde als Sohn aufstrebender jüdischer Kleinbürger geboren. Er hatte einen älteren Bruder und eine jüngere Schwester. Trotz ärmlicher Verhältnisse ermöglichten ihm die Eltern Musikunterricht, und er war bis an sein Lebensende ein begabter Violinist und Pianist, der mit anderen die Hausmusik pflegte. Zu den Anekdoten seiner Schulzeit gehört, dass er wegen schlechter Leistungen zeitweise in eine Schusterlehre gegeben wurde. Er besuchte das Gymnasium in Czernowitz, Hauptstadt der Bukowina und bedeutendes wirtschaftliches und kulturelles Zentrum.

### Studium
Nach der Matura studierte er ab 1887 in Wien Medizin. Nach dem dritten Studienjahr verpflichtete er sich wegen seiner Armut zur Ausbildung als Militärarzt. Er hörte nach dem Grundstudium bei Theodor Meynert und Richard von Krafft-Ebing, wovon Letzterer sein Interesse an der Sexualforschung förderte. Krafft-Ebing bot ihm eine Mitarbeit in seiner Klinik an, die Stekel jedoch wegen seiner militärischen Verpflichtung nicht wahrnehmen konnte. Mit Krafft-Ebing verband ihn auch sein pazifistisches Engagement. Er hatte Bertha von Suttner kennengelernt und zeitweise eine pazifistische Studentengruppe in Wien gegründet. 1891 war er Teilnehmer des Internationalen Pazifistischen Kongresses in Bern. Am 10. Juni 1893 promovierte er an der Universität Wien als Doctor der gesamten Heilkunde.

### Privatleben
Nachdem es ihm gelungen war, sich seiner militärischen Verpflichtung zu entledigen, heiratete er ein Jahr nach seiner Promotion Malvine Nelken, von der er 1923 wieder geschieden wurde. Das Ehepaar hatte einen Sohn und eine Tochter. Sein Sohn Erich-Paul Stekel (1898–1978) wurde ein bekannter Komponist und Dirigent. Seine Tochter Gertrude (geb. 1895) heiratete 1919 Fritz Zuckerkandl, den Sohn von Berta und Emil Zuckerkandl.
Am 14. Oktober 1938 heiratete Stekel ein zweites Mal, diesmal seine 23 Jahre jüngere, langjährige Partnerin Hilda (Wien, 19. Februar 1891–1969), geborene Binder, geschiedene Milko.

### Berufliche Karriere: Wiener Jahre (1894–1938)
1894 eröffnete Stekel eine allgemeinärztliche Praxis in Wien.
Durch seinen Bruder, einen Redakteur, angeregt, begann Stekel eine sehr intensive medizinjournalistische Tätigkeit. Er wurde regelmäßiger Mitarbeiter des Neuen Wiener Tagblatts, publizierte aber in vielen weiteren österreichischen und deutschen Zeitschriften. 1895 veröffentlichte er den Aufsatz „Über Coitus im Kindesalter“, auf den sich Freud später in seiner Theorie der infantilen Sexualität bezog. Stekel hatte Sigmund Freud vielleicht schon 1891 im Kassowitz-Institut kennengelernt, in dem Freud Leiter der neurologischen Abteilung war. Um 1901 ließ er sich als Patient von Freud wegen Potenzstörungen behandeln, in anscheinend nur wenigen Sitzungen. Von dessen Entdeckungen war er so begeistert, dass er zum bedeutendsten publizistischen Propagandisten der Psychoanalyse wurde. „Ich war Freuds Apostel und Freud war mein Christus“, schrieb er in seiner unvollendeten und postum herausgegebenen Autobiographie.
1902 veranlasste er Freud, einige interessierte Ärzte, darunter auch Alfred Adler, Rudolf Reitler und Max Kahane, zu Gesprächen in Freuds Wohnung einzuladen. Daraus entwickelte sich die Mittwochsgesellschaft und in ihrer Folge die Wiener Psychoanalytische Vereinigung und die Internationale Psychoanalytische Vereinigung. In der Mittwochsgesellschaft war Stekel ein aktiver Teilnehmer, der seine eigenen Ansichten hatte und Freud in den „Onaniedebatten“ und bezüglich der Entstehung von neurotischer Angst widersprach.
1906 war er Mitbegründer und Leiter der kurzlebigen „Wiener Vertretung des wissenschaftlich-humanitären Komitees in Berlin“.
1908 erschien sein erstes Werk, Angstzustände und ihre Behandlung. Es kam in Zusammenarbeit mit Freud zustande, der ein Vorwort schrieb, welches bei der dritten Auflage (1921) wegblieb. Sein zweites Buch war Die Sprache des Traumes (1911), das Freud zwar hart kritisierte, sich aber darauf in späteren Auflagen seiner eigenen „Traumdeutung“ bezog. Bei der Gründung der Internationalen Psychoanalytischen Vereinigung im März 1910 bei einem Kongress in Nürnberg rebellierten die Wiener unter Führung von Adler und Stekel gegen Sigmund Freud, der Carl Gustav Jung zum Präsidenten auf Lebenszeit machen wollte. Freud musste nachgeben, und Jung wurde für nur zwei Jahre gewählt. Der Beschluss, lokale wissenschaftliche Vereinigungen zu gründen, wurde auch in Wien verwirklicht. Adler wurde Präsident und Stekel Vizepräsident der Wiener Psychoanalytischen Vereinigung, die als Verein am 12. Oktober 1910 offiziell gegründet wurde. Zusammen mit Alfred Adler gründete Stekel ebenfalls 1910 das Zentralblatt für Psychoanalyse und war als dessen Schriftleiter tätig. Wenig später trat Alfred Adler im Dissens mit Freud aus der Wiener Psychoanalytischen Vereinigung aus. Im Gefolge einer Intrige um das Zentralblatt, bei der sich Freud durch Stekel hintergangen fühlte, veranlasste er Stekel ebenfalls zum Austritt. Obwohl Stekel immer wieder versuchte, eine Versöhnung mit Freud herbeizuführen, wollte Freud nichts mehr mit ihm zu tun haben und lehnte eine Begegnung zum letzten Mal ab, als beide im Londoner Exil waren.
Während des gesamten Ersten Weltkrieges war Wilhelm Stekel als Militärarzt und -psychiater tätig. Ab dem 4. April 1914 war Stekel im „Vereinsreservespital 6“ in Wien eingesetzt und behandelte unter anderem Kriegsneurosen. Im November 1916 wurde Stekel zum „k.u.k. Kriegsspital im Simmering“ versetzt, wo er Alfred Adler als Chef der neuro-psychiatrischen Sektion ablöste. Wie Stekel angab, habe er versucht, seine Patienten nach Möglichkeit vor der Brutalität des Krieges zu schützen.
Nach dem Ende des Ersten Weltkrieges veröffentlichte Stekel bis 1928 sein Hauptwerk, die Störungen des Trieb- und Affektlebens in 10 Bänden. Es wurde in etwas veränderter Form ins Englische übersetzt, einige Bände ins Holländische und Französische. Dieses Hauptwerk wie auch andere seiner zahlreichen Bücher und Schriften fanden weite Verbreitung und wurden bis in die 1970er Jahre (in den Vereinigten Staaten) neu aufgelegt. Stekel entwickelte eine reiche Reise- und Vortragstätigkeit, die ihn in die Vereinigten Staaten, in das Vereinigte Königreich und andere westeuropäische Länder führte. Seine Versuche, Zeitschriften ins Leben zu rufen, waren nur kurzlebig. Psyche and Eros erschien mit seiner Beteiligung ab 1920 in New York, er zog sich aber (zusammen mit Herbert Silberer) bereits 1922 daraus zurück. Die Fortschritte der Sexualwissenschaft und der Psychoanalyse erschienen 1924, 1926, 1928 und 1931.
Stekel entwickelte eine eigene Therapieform, die „Aktive Psychoanalyse“, die in der Fachliteratur als erste Form einer Kurzpsychotherapie gilt. Im Unterschied zur „klassischen Psychoanalyse“, welche sich mehr und mehr der Durcharbeitung von Widerstand und Übertragung gewidmet hatte, wodurch der Behandlungsprozess länger dauerte, versuchte Stekel die zentralen unbewussten Konflikte des Patienten direkter zu bearbeiten, auch mit suggestiven und pädagogischen Mitteln sowie Beratung in Lebensfragen. Seine Behandlungen sollen von einigen Wochen bis zu anderthalb Jahren gedauert haben, jedoch mit mehreren Sitzungen pro Woche (im Sitzen, das Liegen lehnte er ab).
1931 gründete er die Vierteljahrsschrift Psychoanalytische Praxis – in Ergänzung zu dem Zentralblatt für Psychotherapie, das in Deutschland von der Allgemeinen Ärztlichen Gesellschaft für Psychotherapie (AÄGP) von deren damaligem Vorsitzenden Ernst Kretschmer herausgegeben wurde. Nach der Machtübernahme der Nationalsozialisten wurde die Psychoanalytische Praxis in Deutschland verboten und in Wien bis 1937 fortgeführt.
Für die Ausbildung von Ärzten – er war strikt gegen die Ausbildung von „Laien“ zu Psychoanalytikern – gründete er im Lauf der Zeit etliche Vereinigungen. Die Organisation der ärztlichen unabhängigen Analytiker wurde 1920 gegründet und später in Vereinigung aktiver ärztlicher Analytiker und Internationale Vereinigung ärztlicher Analytiker umbenannt. Es gründeten sich eine Reihe von lokalen Organisationen in mehreren europäischen und amerikanischen Städten, von denen heute nur noch eine in Ungarn zu existieren scheint.
Stekel war ein Bekannter von Helene Stöcker, die in ihrer Zeitschrift Die Neue Generation seine Werke besprach und auch Vorträge von ihm organisierte. Sie bezeichnete ihn als „gewandten Redner und Schriftsteller“.
In seiner Praxis, die er nach dem Ersten Weltkrieg wieder aufnahm, behandelte er unter anderen den österreichischen Psychoanalytiker Otto Gross (1914), den griechischen Schriftsteller Nikos Kazantzakis (1922) und den schottischen Pädagogen Alexander Neill.
Stekels Werke unterlagen, wie die Sigmund Freuds, unter dem Nationalsozialismus einem Totalverbot.

### Londoner Exil und Tod (1938–1940)
Unter dem Druck der politischen Verhältnisse floh er am Tage des Anschlusses Österreichs an Nazi-Deutschland, am 11. März 1938, über die Schweiz nach England und hatte in London eine psychoanalytische Privatpraxis. Durch die Flucht verlor er sein gesamtes Vermögen. Er schrieb seine Erinnerungen, die posthum herausgegeben wurden, und beteiligte sich an kulturellen Aktivitäten der österreichischen Flüchtlinge.
Stekel verübte wegen einer schweren Erkrankung im Alter von 72 Jahren Suizid im Pembroke Hotel in London. Als Todesursache wurde eine „selbstverursachte Aspirinvergiftung“ angegeben.

## Werk und Wirkung
Wilhelm Stekels frühe Meinungsverschiedenheiten mit Sigmund Freud sind in der Biographie von Francis Clark-Lowes ausführlich dargestellt. Sie entstanden aus Freuds Konzept der Entstehung von neurotischer Angst, welche bei den sogenannten Aktualneurosen aus schädlichen Sexualpraktiken wie coitus interruptus, Abstinenz oder auch übermäßiger Masturbation unmittelbar als organische Reaktion entstünde. Stekel widersprach der Ansicht der Schädlichkeit der Onanie und meinte, dass nur Schuldgefühle und Konflikte zu Ängsten führen könnten.
Andere Diskussionen lassen sich daraus verstehen, dass Stekel die metapsychologischen Konstruktionen Freuds ablehnte und sein Denken bei einer phänomenologisch-praktischen Haltung blieb, was den Vorstellungen Freuds von Wissenschaftlichkeit nicht entsprach. Andererseits anerkannte Freud die besondere Begabung Stekels für das Erfassen von Traumbedeutungen und das Erkennen von komplizierten neurotischen Konfliktdynamiken. Im Briefwechsel mit Jung bezeichnete er Stekel als „Trüffelschwein“, welches die schönsten psychoanalytischen Funde mache.
Nach dem Bruch mit Freud wurden Stekels Werke in den führenden Fachorganen der Psychoanalyse kaum mehr gelesen und zitiert. Es wurde dort allmählich vergessen, welche Gedanken und Begriffe er als Erster eingeführt hatte. So hat er als Erster den Ausdruck Todestrieb benutzt. Sein Buch Nervöse Angstzustände spricht als erstes von der „Organsprache des Psychischen“ und ist damit als ein Grundlagenwerk der Psychosomatik zu werten. Er behauptete, dass der Hass psychologisch älter als die Liebe sei, was Freud später zögernd aufnahm. Stekel gehörte zu den frühesten psychoanalytischen Literaturinterpreten. Er betrieb empirische Forschung, indem er Dichter zu ihren Träumen befragte.
Stekels Werke waren sehr verbreitet. Seine populäre Erziehungsschrift Briefe an eine Mutter wurde in 25 Sprachen übersetzt. Viele Ärzte und Psychotherapeuten haben von der Psychoanalyse früher über ihn als über die Werke Freuds erfahren. Seine Hauptwerke bilden eine Besonderheit in der psychoanalytischen Literatur, weil sie überwiegend aus sehr detaillierten und oft sehr langen Falldarstellungen bestehen. Man kann sein Werk daher auch als Fallsammlungen zu bestimmten psychischen Phänomenen (Traum) und Störungen betrachten. Sie dürften eine bisher noch nicht bemerkte erhebliche kulturhistorische Bedeutung haben.
Stekel vertrat die Auffassung, dass die Sexualwissenschaft nur psychoanalytisch sein könne. Die sogenannten Perversionen betrachtete er als Neurosen, so auch die Homosexualität. Er verwendete den von Friedrich Salomon Krauss geprägten Ausdruck „Paraphilie“ für Perversion und analog „Parapathie“ für Neurose und „Paralogie“ für Psychose, und es geht auf Stekel zurück, dass „Paraphilie“ von der amerikanischen psychiatrischen Nomenklatur DSM-IV aufgenommen wurde.
Stekel hat keine geschlossene Neurosentheorie hinterlassen. Sein wissenschaftliches Werk ist insofern noch unerschlossen, als ein innerer Zusammenhang seiner Grundbegriffe und Grundannahmen durchaus besteht. Sie nehmen eine Reihe von Ideen und Konzepten der späteren Psychoanalysegeschichte vorweg. Seit den 1990er Jahren gibt es in der Fachliteratur wieder ein verstärktes Interesse an seinem Werk.

## Schriften
Stekels Gesamtwerk umfasst mindestens 500 Bücher und Schriften, darunter auch Novellen, Theaterstücke und Kompositionen. Zum Thema „Psychotherapie“ war er als Mitarbeiter des Lexikon der gesamten Therapie beteiligt. Es ist das Verdienst seines Biographen Francis Clark-Lowes, Stekels Bücher und Broschüren, seine Artikel für Fachorgane, aber auch sein journalistisches Werk durch eigene Forschungen ergänzt und chronologisch geordnet zu haben.
Hauptwerke
- Ueber Coitus im Kindesalter. Eine hygienische Studie. In: Wiener medizinische Blätter. XVI, 18. April 1895, S. 247–249.
- Die Ursachen der Nervosität. Neue Ansichten über deren Entstehung und Verhütung. (= Hygienische Zeitfragen. II). Verlag Paul Knepler, Wien 1907.
- Nervöse Angstzustände und ihre Behandlung. Urban & Schwarzenberg, Berlin/Wien 1908.
- Dichtung und Neurose. Bausteine zur Psychologie des Künstlers und des Kunstwerkes. J.F. Bergmann, Wiesbaden 1909.
- Die Sprache des Traumes. Eine Darstellung der Symbolik und Deutung des Traumes in ihren Beziehungen zur kranken und gesunden Seele für Ärzte und Psychologen. J.F. Bergmann, Wiesbaden 1911.
- Die Träume der Dichter. Eine vergleichende Untersuchung der unbewußten Triebkräfte bei Dichtern, Neurotikern und Verbrechern. J.F. Bergmann, Wiesbaden 1912.

- Störungen des Trieb- und Affektlebens (die parapathischen Erkrankungen). Urban & Schwarzenberg, Berlin/Wien 1912–1928.
  - Band I: Nervöse Angstzustände und ihre Behandlung. 2. Auflage. 1912.
  - Band II: Onanie und Homosexualität. Die homosexuelle Parapathie. 1923.
  - Band III: Die Geschlechtskälte der Frau. Eine Psychopathologie des weiblichen Liebeslebens. 1920.
  - Band IV: Die Impotenz des Mannes. Die psychischen Störungen der männlichen Sexualfunktion. 1920.
  - Band V: Psychosexueller Infantilismus. Die seelischen Kinderkrankheiten der Erwachsenen. 1922.
  - Band VI: Impulshandlungen. Wandertrieb, Dipsomanie, Kleptomanie, Pyromanie und verwandte Zustände. 1922.
  - Band VII: Der Fetischismus. Dargestellt für Ärzte und Kriminalogen. 1923.
  - Band VIII: Sadismus und Masochismus. 1925.
  - Band IX: Zwang und Zweifel. Für Ärzte und Mediziner dargestellt. Erster Teil. 1927.
  - Band X: Zwang und Zweifel. Für Ärzte und Mediziner dargestellt. Zweiter Teil. 1928.

- Fortschritte und Technik der Traumdeutung. Weidmann, Wien/Leipzig/Bern 1935.
- Die Technik der analytischen Psychotherapie. Eine zusammenfassende Darstellung auf Grund dreißigjähriger Erfahrung. Verlag Hans Huber, Bern 1938.
- The Autobiography of Wilhelm Stekel – The Life Story of a Pioneer Psychoanalyst. Ed: Emil Gutheil. Liveright, New York 1950.

 Weitere Schriften (Auswahl)
- Der Kreislauf der Liebe. Vier neue Bilder vom Krankenlager der Liebe. Verlag Paul Knepler, Wien [ca. 1905].
- Wie beuge ich einer Blinddarmentzündung vor? Hygienische Zeitfragen I. Verlag Paul Knepler, Wien 1906.
- Harnsäure und kein Ende! Die echte und die falsche Gicht. Verlag Paul Knepler, Wien 1908.
- Was im Grund der Seele ruht. Bekenntnisse eines Seelenarztes. Verlag Paul Knepler, Wien 1908.
- Keuschheit und Gesundheit. Hygienische Zeitfragen IV. Verlag Paul Knepler, Wien 1909.
- Nervöse Leute. Kleine Federzeichnungen aus der Praxis. Verlag Paul Knepler, Wien 1911.
- Äskulap als Harlekin. Humor, Satire und Phantasie aus der Praxis. [Pseudonym Dr. med. Serenus] J.F. Bergmann, Wiesbaden 1912.
- Das liebe Ich. Grundriß einer neuen Diätetik der Seele. Verlag von Otto Salle, Berlin 1913.
- Das nervöse Herz. Verlag Paul Knepler, Wien 1913.
- „Die Menschen, die nennen es – Liebe…“ Vier Szenen vom Krankenlager der Liebe. Verlag Paul Knepler, Wien 1914.
- Der Wille zum Schlaf! Altes und Neues über Schlaf und Schlaflosigkeit. J.F. Bergmann, Wiesbaden 1915.
- Unser Seelenleben im Kriege. Psychologische Betrachtungen eines Nervenarztes. Verlag von Otto Salle, Berlin 1916.
- Der nervöse Magen. Hygienische Zeitfragen XI/XII. Verlag Paul Knepler, Wien 1918.
- Der telepathische Traum. Meine Erfahrungen über die Phänomene des Hellsehens im Wachen und im Traume. Verlag J. Baum, 1918.
- Das goldene Seil. Ein Schattenspiel der Liebe in vier Akten. Verlag Paul Knepler, Wien 1919.
- Der Weise und der Tor. Ein Tagebuch in Versen. Verlag Paul Knepler, 1919.
- Der Wille zum Leben. Neue und alte Wege zum Glück. Verlag von Otto Salle, Berlin 1920.
- Masken der Sexualität. Der innere Mensch. Verlag Paul Knepler, Wien 1920.
- Masken der Sexualität. Der innere Mensch. Verlag Paul Knepler, Wien [ca. 1923].
- Briefe an eine Mutter. Teil 1: Kleinkindalter. Wendepunkt-Verlag, Zürich 1927.
- Briefe an eine Mutter. Teil 2: Vor und nach den ersten Schuljahren. Wendepunkt-Verlag, Zürich/Leipzig 1928
- Briefe an eine Mutter. Teil 3: Pubertät und Reifejahre. Wendepunkt-Verlag, Zürich 1929.
- Das Gehör – Eine sexualphysiologische und psychologische Darstellung der Rolle und Bedeutung des Gehörsinnes im Triebleben des Menschen. [Herausgegeben von mehreren Autoren], Verlag für Kulturforschung, Wien/Leipzig 1930.
- Die moderne Ehe. Wendepunkt-Verlag, Basel/Leipzig/Wien 1931.
- Der Seelenarzt. Handbuch für seelische Beratung. Selbstverlag des Instituts für aktive Psychoanalyse, Leipzig/Amsterdam/Wien 1933.
- Erziehung der Eltern. Weidmann & Co. Verlag der Psychotherapeutischen Praxis, Wien/Leipzig/Bern 1934.
- Wege zum Ich. Psychologische Orientierungshilfen im Alltag. Wilhelm Goldmann Verlag, München 1972.